# George Machin
George Machin (* 30. Dezember 1922; † 5. Dezember 1989) war ein schottischer Politiker der Labour Party.

## Politischer Werdegang
Nachdem der Labour-Politiker George Thomson, welcher den Wahlkreis Dundee East seit 1952 im House of Commons vertreten hatte, 1973 zum EU-Kommissar bestellt worden war, gab er sein Mandat zurück, weshalb in dem Wahlkreis Nachwahlen vonnöten waren. Zu diesen stellte die Labour Party Machin als Nachfolger Thomsons auf. Bei den am 1. März 1973 abgehaltenen Wahlen setzte sich Machin mit einem Stimmenanteil von 32,7 % knapp gegen den SNP-Kandidaten Gordon Wilson durch, der 30,1 % der Stimmen erhielt.
Machin zog in der Folge erstmals in das britische Unterhaus ein. Seine Jungfernrede hielt er am 8. März. Bei den folgenden Wahlen im Februar 1974 gewann Machin 1 % an Stimmen hinzu, unterlag aber trotzdem dem SNP-Kandidaten Wilson, der 39,5 % der Stimmen erhielt. Machin schied folglich aus dem House of Commons aus, trat bei den Wahlen im Oktober desselben Jahres jedoch erneut im Wahlkreis Dundee East an. Nach weiteren Stimmgewinnen Wilsons verpasste er den erneuten Einzug in das Parlament. Aus seiner elfmonatigen Zeit als Abgeordneter sind acht Wortbeiträge verzeichnet.